# Avenida York y Sutton Place

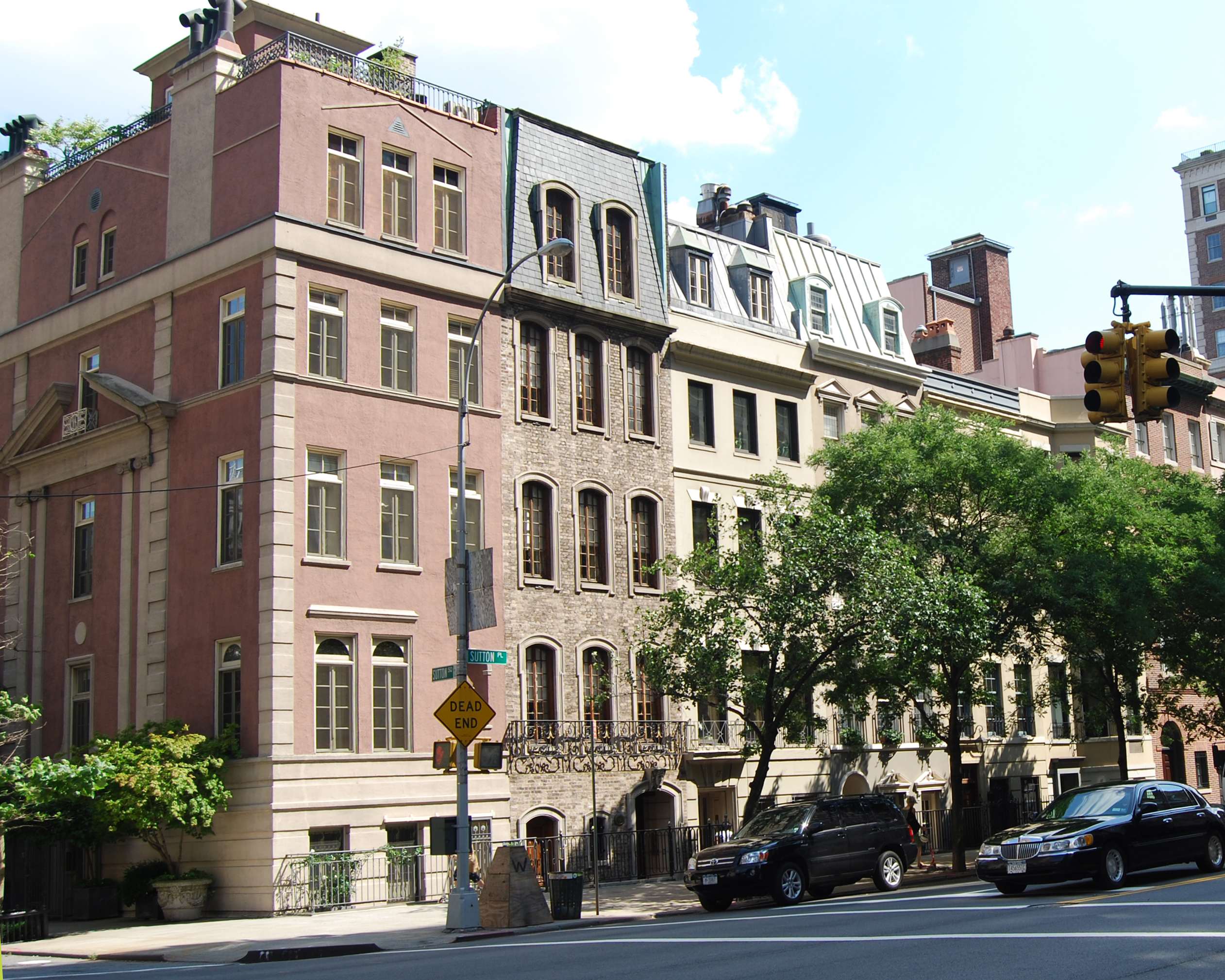
Townhouses en el lado este de Sutton Place entre las calles 58 y 57.

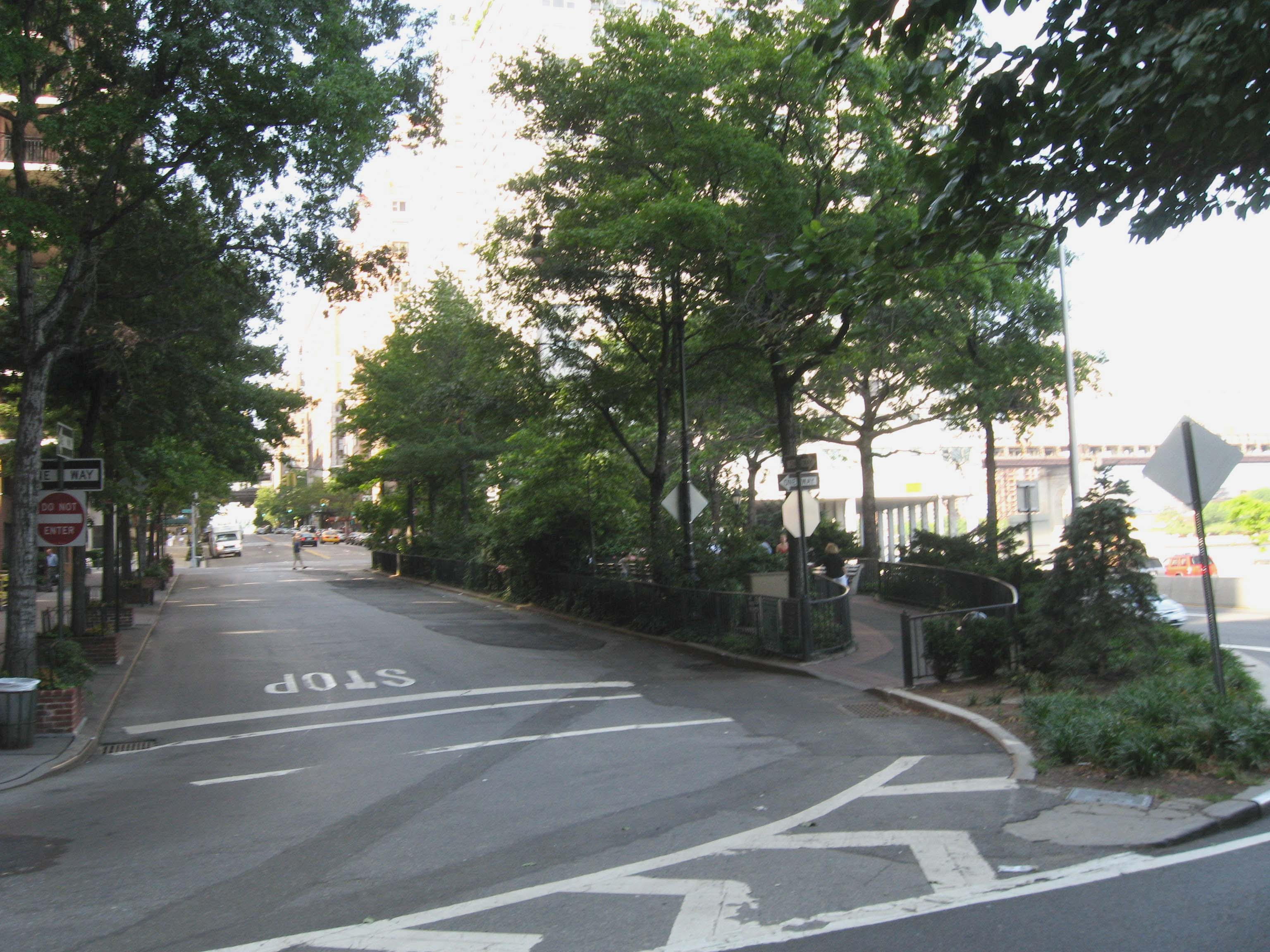
Sutton Place South en la calle 53.

Sutton Place es el nombre de una calle y un enclave del borough de Manhattan en la Ciudad de Nueva York, situada entre Midtown y los barrios del Upper East Side. Sutton Place es la avenida ancha (norte/sur) de dos cuadras, desde la calle 57 a la calle 59, a lo largo del Río Este y al sur del Puente Queensboro.  La sección que continúa bajo la calle 57 hasta la calle 53 es llamada Sutton Place South. Al norte de la Calle 59, la calle continua como la Avenida York.  Sutton Square es el cul-de-sac en el extremo este de la Calle 58 Este, justo al este de Sutton Place; y Riverview Terrace es una fila de townhouses en una pequeña calle privada al norte de Sutton Square.